# Euroschinus rubromarginatus
Euroschinus rubromarginatus là một loài thực vật có hoa trong họ Đào lộn hột. Loài này được Baker f. mô tả khoa học đầu tiên năm 1921.